# Simpang Tiga Pagar Gasing
Simpang Tiga Pagar Gasing is een bestuurslaag in het regentschap Seluma van de provincie Bengkulu, Indonesië. Simpang Tiga Pagar Gasing telt 584 inwoners (volkstelling 2010).